# Georgios Stamatopoulos
Georgios Stamatopoulos (in greco Γεώργιος Σταματόπουλος?) (Atene, 1963) è un artista e incisore greco presso la Banca di Grecia.

## Biografia

2 euro commemorativi del 2009 per il 10º anniversario dell'EMU

2 euro commemorativi del 2015 per il 30º anniversario della bandiera europea

Georgios Stamatopoulos ha disegnato il rovescio delle monete euro greche, alcune delle monete commemorative da 2 euro per la Grecia ma anche le emissioni comuni per il 10º anniversario dell'Unione economica e monetaria (nel 2009) e per il 30º anniversario della bandiera europea (nel 2015).